# Wilna Adriaanse
Pour les articles homonymes, voir Wilna (homonymie).
Wilna Adriaanse est une écrivaine sud-africaine qui écrit en afrikaans.

## Biographie
Son premier livre, Die wingerd sal weer bot, a été publié en 2000 sous le nom de Wilmine Burger. Son livre, ’n Heildronk op liefde, a remporté le Lapa Publishers’ Prize for Romance en 2003 et, en 2009, le prix ATKV-Woordveertjie pour son roman Die boek van Ester.
Adriaanse est née le 19 mars 1958 dans le Kalahari, et a grandi à Worcester. Elle s’est inscrite en 1976 au lycée de Worcester où elle a obtenu un baccalauréat spécialisé en administration du développement de l’université de Stellenbosch. En 2011, elle a obtenu une maîtrise avec mention en écriture créative à l’université du Cap. Sa thèse a également été publiée sous le titre, ’n Klein Lewe par Tafelberg. En 1981, elle a épousé Deon Adriaanse et s’est installée à Giyani. En 1985, le couple déménage au Cap-Occidental et vit à Durbanville jusqu’en 2011, après quoi elle suit son mari qui travaille à divers endroits en Afrique. Ils ont eu trois enfants.

## Œuvres

### sous le nom Wilna Adriaanse
- ’n Ongewone belegging, Jasmyn, 2001
- Alleenvlug, Jasmyn, 2002
- Die reuk van verlange, Jasmyn, 2003
- Serenade vir ’n nagtegaal, Jasmyn, 2004
- Rebecca, Tafelberg, 2004
- Hande wat heel, Hartklop, 2005
- Met ander woorde, Tafelberg, 2006
- Die boek van Ester, Tafelberg, 2008
- Vier seisoene kind, Tafelberg, 2010
- 'n Klein lewe, Tafelberg, 2012
- Dubbelspel, Tafelberg, 2014
- Eindspel, Tafelberg, 2017
- Blindside, Tafelberg, 2019

### sous le nom Wilmine Burger
- Die wingerd sal weer bot, Lapa, 2000
- ’n Heildronk op die liefde, Lapa, 2002
- Liefde is ’n kleur, Lapa, 2002
- Brug van woorde, Lapa, 2004